# Bombus confusus
Espèce
Bombus confusus, le Bourdon velouté est une espèce de bourdons. Il fait partie du sous-genre Bombias (ou Confusibombus selon les classifications).

 
Il peut être trouvé en Allemagne, Autriche, Belgique (d'où il a totalement disparu après 1957), Espagne, France, Hongrie, Lituanie, Pologne, République tchèque, Slovaquie, Slovénie et Suisse. 

## Taxonomie
2 sous-espèces sont connues :
- Bombus confusus confusus Schenck
- Bombus confusus paradoxus Dalla Torre